# Classe Dosan Ahn Changho
La classe Dosan Ahn Changho (coréen :도산 안창호급 잠수함), hanja :) est une classe de sous-marin d'attaque conventionnel de la marine de la république de Corée (ROKN) qui constitue la phase finale du programme sous-marin d'attaque coréen, un programme en trois phases visant à construire 27 sous-marins entre 1994 et 2029. Le navire de tête ROKS Dosan Ahn Changho (SS-083) a été lancé en 2018. Le navire de tête a commencé les essais en mer en 2019 et entre en service le 13 aout 2021.

## Historique
Cette nouvelle classe a une version sous-marine du système de lancement vertical K-VLS (système de lancement vertical coréen) qui pourra transporter jusqu'à 10 missiles de croisière d'attaque terrestre Chonryong coréens et des missiles balistiques lancés par sous-marin Hyunmoo (SLBM), devenant le premier sous-marin de la marine sud-coréenne à disposer de cette capacité. 
Il aura également de nombreuses autres améliorations par rapport à ses prédécesseurs construits avec plus de technologie sud-coréenne, en particulier dans les derniers lots, qui comprendront des batteries lithium-ion Samsung SDI. Mesurés à plus de 3.800 tonnes en immersion lors d'essais en mer, ce sont les plus grands sous-marins conventionnels jamais construits par la Corée du Sud. Les navires du lot II auront un déplacement augmenté d'environ 450 tonnes pour atteindre 4.250 tonnes en immersion, selon la Defense Acquisition Program Administration (DAPA).

### Lot I de KSS-III
Le deuxième navire du premier lot, le ROKS Ahn Mu, a été vu en voie d'achèvement dans le chantier naval de Daewoo Shipbuilding & Marine Engineering à Geoje le 12 mai 2019.

### Lot II de KSS-III
Le 25 avril 2016, une séance d'audience au Congrès s'est tenue immédiatement après le lancement d'un missile mer-sol balistique stratégique (SLBM) en Corée du Nord, ce qui a soulevé d'importantes questions sur les capacités sous-marines de la marine de la république de Corée pour contrer cette menace.
En réponse à la question de savoir si la marine de la République de Corée développait actuellement des capacités pour contrer la menace des SLBM, le ministère de la Défense a confirmé que le Lot II de KSS-III subirait un processus de refonte avant la construction (qui durera jusqu'au 30 décembre 2018) pour tenir compte de certaines mises à niveau importantes des capacités. Ces améliorations donneront aux sous-marins du Lot II de meilleures capacités à la fois pour attaquer des installations terrestres stratégiques et pour mener une guerre anti-sous-marine.
Selon la récente déclaration du DAPA, l'équipe de projet sous-marin de prochaine génération a tenu une réunion « System Functional Review » sur le sous-marin KSS-III lot II fin juin 2017. Grâce à cette réunion, l'équipe de projet a pu confirmer les exigences de conception de celui-ci en cours de développement avec les changements attendus du Lot II par rapport au Lot I :
- Coque allongée (d'environ 6 mètres) ;
- Augmentation du nombre des cellules VLS de 6 à 10 ;
- Système de combat indigène et capteurs ;
- Moteur LiB et, éventuellement, supraconducteur à haute température (HTS) pour système de propulsion entièrement électrique intégré.

## Unités
| Nom                               | N° coque | Constructeur                                  | mise en chantier | Lancement         | Statut                           |
| --------------------------------- | -------- | --------------------------------------------- | ---------------- | ----------------- | -------------------------------- |
| ROKS Dosan Ahn Changho 도산안창호 | SS-083   | Daewoo Shipbuilding & Marine Engineering Okpo | 17 mai 2016      | 14 septembre 2018 | Mise en service le 13 aout 2021  |
| ROKS Ahn Mu 안무                  | SS-085   | Daewoo Shipbuilding & Marine Engineering      | 1er juillet 2016 | 10 novembre 2020  | Mise en service le 20 avril 2023 |
| ROKS Shin Chae-ho 신채호          | SS-086   | Hyundai Heavy Industries Ulsan                | 11 avril 2019    | 28 septembre 2021 | Mise en service le 5 avril 2024  |
| ROKS Yi Dong-nyeong 이동녕        | SS-086   | Hyundai Heavy Industries Ulsan                | 30 juin 2017     | 28 novembre 2021  | En essais en 2023                |
| ROKS Lee Bong-Chang 이봉창        | SS-087   | Daewoo Shipbuilding & Marine Engineering      | 2019             |                   | En construction                  |